# Hans Kulhanek
Hans Kulhanek (* 12. Februar 1906 in Wien; † 16. April 1996 in Kreuttal, Niederösterreich) war ein österreichischer Politiker (ÖVP) sowie Lebzelter und Zuckerbäcker. Er war von 1958 bis 1970 Abgeordneter zum Österreichischen Nationalrat.
Kulhanek besuchte nach der Volksschule ein Realgymnasium und absolvierte danach einen Abiturientenkurs an einer Handelsakademie. Danach studierte Kulhanek zwei Semester Staatswissenschaften. Beruflich war Kulhanek als Lebzelter und Zuckerbäcker tätig, wobei er 1954 zum Kommerzialrat ernannt wurde und noch im selben Jahr Bundesinnungsmeister der Zuckerbäcker wurde. Er war zudem Vorsitzender des Kontrollausschusses des Österreichischen Genossenschaftsverbandes und vertrat die ÖVP zwischen dem 24. Oktober 1958 und dem 31. März 1970 im Nationalrat. 